# Rafael Cottoner y de Oleza
Rafael Cottoner y de Oleza (né à Palma de Majorque en 1601 et mort à La Valette sur l'île de Malte le 20 octobre 1663), est le 60e grand maître des Hospitaliers de l'ordre de Saint-Jean de Jérusalem.

## Biographie
En 1656, le religieux rebelle Diego La Matina, emprisonné à Palerme sur ordre de l'Inquisition, tente de l'assassiner.

## Sources bibliographiques
- Bertrand Galimard Flavigny, Histoire de l'ordre de Malte, Paris, Perrin, 2005  (ISBN 2-262-02115-5)